# Specific Gravity
Specific Gravity ist ein Jazzalbum von Joe McPhee. Die am 27. September 1997 im Studio WPKN in Bridgeport, Connecticut entstandenen Aufnahmen erschienen 2001 auf Boxholder Records.

## Hintergrund
Joe McPhees Kindheitsinstrument war die Trompete (die er im Alter von acht Jahren erlernte), aber seine frühesten Aufnahmen in den späten 1960er-Jahren dokumentierten sein Spiel auf dem Tenorsaxophon, notiwrte Bill Tilland. Im Laufe der Jahre hat sich McPhee als Könner (adept) auf dem Alt- und Sopransaxophon, Ventilposaune, Flügelhorn, Taschentrompete, Kornett und verschiedenen Klarinetten erwiesen. Und das entscheidende Wort sei „adept“, da McPhee alle seine Instrumente sehr fließend beherrsche, so der BBC-Autor.
Specific Gravity ist eine Duoaufnahme Joe McPhes mit dem Holzbläser Joe Giardullo, der hier C-Flöte, Bassklarinette, Sopransaxophon spielt und Live-Elektronik beisteuerte. Der Multi-Holzblasinstrument-Spezialist/Trompeter Joe McPhee verwendet während dieser Duette mit seinem Holzbläser-Kollegen Joe Giardullo auch eine Ventilposaune. Die Duo-Kollaboration wurde 1997 vom Rundfunksender WPKN in Bridgeport, Connecticut, aufgenommen und 2001 auf CD veröffentlicht. McPhee spielte mit Guardullo, um einige von dessen theoretischen Konzepten zu erforschen und zu aktualisieren, die von George Russells chromatischen Konzepten inspiriert wurden und erstmals auf Giardullos entlegener Veröffentlichung von 1981, Gravity: Music for Creative Chamber Ensemble, vorgestellt wurden. Sie beginnen mit „A Priori“, einem halbstündigen Klangexperiment, das von geflüsterten tiefen Tönen bis hin zu durchdringenden Multiphonics reiche, schrieb David R. Adler in Allmusic. Es folgt Giardullos viel kürzeres Bassklarinettensolo „Specific Gravity“, eine sparsame Doppel-Sopran-Interpretation von John Coltranes Jazzhymne „After the Rain“ und das abschließende „Sienna“, ein Duett für Flöte und Ventilposaune.

## Titelliste
- Joe McPhee & Joe Giardullo – Specific Gravity (Boxholder Records BXH021)

1. A Priori 28:09
2. Specific Gravity 5:39
3. After the Rain (Coltrane) 10:53
4. Sienna 6:42

Die Kompositionen stammen, sofern nicht anders angegeben, von Joe McPhee und Joe Giardullo.

## Rezeption
David R. Adler verlieh dem Album in Allmusic drei Sterne und meinte, obgleich eventuell die erfahrensten Hörer nicht nachvollziehen könnten, worum es hier theoretisch gehe, sei auf jeden Fall sehr zu empfehlen, was bei diesem Treffen zweier hochentwickelter Köpfe dargeboten wurde.
Nach Ansicht von Glenn Astarita, der das Album in All About Jazz rezensierte, komme in dem Mitschnitt „die Magnetkraft zwischen diesen beiden Meistermusikern“ deutlich zur Geltung. Das Album sei empfehlenswert.
Aaron Steinberg schrieb in JazzTimes, für das Programm habe Giardullo seine Echtzeit-Elektronik hinzugefügt, die zur minimalsten und geschmackvollsten auf dem Markt gehöre: Bei „A Priori“ tickt es wie von einem Wecker; anderswo erzeuge sie eine selektive Echowirkung. Die beiden Männer würden langsam und bewusst arbeiten, ließen sich gegenseitig den größtmöglichen Raum und konzentrierten sich auf Nuancen in Intervallen und Texturen. Die Aufnahme gipfle in der überaus schönen, zarten Wiedergabe von Coltranes „After the Rain“.
Auch wenn McPhees Spiel weit „draußen“ wandern kann und manchmal voller Tastenklicks, Multiphonics und anderen erweiterten Techniken ist, haben Kritiker McPhee genauso oft für seinen großartigen Touch und Ton gelobt, schrieb Bill Tilland für die britische BBC. McPhee gebe hier nie weniger als sein Bestes, und Specific Gravity sei eine weitere würdige Ergänzung zu McPhees großartigem Werk.